# Вале ди Виталба (Потенца)
Вале ди Виталба (итал. Valle di Vitalba) је насеље у Италији у округу Потенца, региону Базиликата.
Према процени из 2011. у насељу је живело 4 становника. Насеље се налази на надморској висини од 464 м.